# 1966 a tudományban
Az 1966. év a tudományban és a technikában.

## Díjak
- Nobel-díjak
  - Fizikai Nobel-díj: Alfred Kastler
  - Fiziológiai és orvostudományi Nobel-díj: Francis Peyton Rous, Charles Brenton Huggins

- - Kémiai Nobel-díj: Robert S. Mulliken

## Születések
- június 13. – Grigorij Perelman orosz matematikus
- augusztus 7. – Jimmy Wales amerikai internetes vállalkozó, a Wikipédia társalapítója, a Wikimédia Alapítvány, a Wikia Search alapítója
- augusztus 25. – Noam Elkies amerikai matematikus
- november 6. – Laurent Lafforgue francia matematikus

## Halálozások
- január 14. – Szergej Pavlovics Koroljov ukrán nemzetiségű szovjet mérnök, rakétatervező, a Szovjetunió rakétafejlesztéseinek egyik fő irányítója (* 1907)
- január 31. – Dirk Brouwer holland származású amerikai csillagász (* 1902)
- június 20. – Georges Lemaître belga fizikus, csillagász (* 1894)
- július 5. – Hevesy György kémiai Nobel-díjas magyar vegyész (* 1885)
- szeptember 10. – Emil Julius Gumbel német matematikus és politikai író (* 1891)
- október 3. – Rolf Maximilian Sievert svéd orvosi fizikus (* 1896)
- december 2. – Luitzen Egbertus Jan Brouwer holland matematikus és filozófus, a matematikai intuicionizmus megalapítója (* 1881)